# NGC 6575
NGC 6575 (другие обозначения — UGC 11138, MCG 5-43-6, ZWG 172.9, KCPG 530B, PGC 61506) — эллиптическая галактика (E) в созвездии Геркулес.
Этот объект входит в число перечисленных в оригинальной редакции «Нового общего каталога».
В галактике вспыхнула сверхновая SN 2002cu типа Ia, её пиковая видимая звездная величина составила 17,6.